# Dead or Alive: Final
Dead or alive: Final és una pel·lícula japonesa dirigida per Takashi Miike, estrenada el 2002. Ha estat doblada al català

## Argument
En un futur post-apocalíptic, la població es troba sotmesa sota el règim dictatorial d'un governador boig, que no permet la reproducció humana si no és sota el ferri control de l'Estat. Riki Takeuchi és un dur policia del cos d'elit del govern dictatorial, i Sho Aikawa un replicant que s'uneix a una banda rebel, que intenta segrestar l'alcalde de Yokohama. Mentre que un vagabund els dona suport, un dur policia intenta eliminar-los. Mentre que l'enllaç entre els tres episodis de la saga no és evident d'entrada, es desvetlla en aquest últim episodi.

## Repartiment
- Shō Aikawa: Ryô
- Maria Chen: Michelle
- Richard Chen: Dictador Woo
- Jason Chu: Presoner
- Josie Ho: Jun
- Tony Ho: Ping
- Ken Lo: Pistoler
- William Tuen: Pistoler
- Rachel Ngan: Dona embarassada
- Don Tai: Don
- Riki Takeuchi: Oficial Honda
- Terence Yin: Fon